# Cantone di Gourin
Il Cantone di Gourin è una divisione amministrativa dell'arrondissement di Pontivy.
A seguito della riforma approvata con decreto del 21 febbraio 2014, che ha avuto attuazione dopo le elezioni dipartimentali del 2015, è passato da 5 a 29 comuni.

## Composizione
I 5 comuni facenti parte prima della riforma del 2014 erano:
- Gourin
- Langonnet
- Plouray
- Roudouallec
- Le Saint

Dal 2015 i comuni appartenenti al cantone sono i seguenti 29:
- Berné
- Cléguérec
- Le Croisty
- Le Faouët
- Gourin
- Guémené-sur-Scorff
- Guiscriff
- Kergrist
- Kernascléden
- Langoëlan
- Langonnet
- Lanvénégen
- Lignol
- Locmalo
- Malguénac
- Meslan
- Neulliac
- Persquen
- Ploërdut
- Plouray
- Priziac
- Roudouallec
- Le Saint
- Saint-Aignan
- Saint-Caradec-Trégomel
- Saint-Tugdual
- Sainte-Brigitte
- Séglien
- Silfiac